# Szydercze zwierciadło
Szydercze zwierciadło – szósty album studyjny zespołu Kat wydany w 1997 roku przez wytwórnie Silverton, zarówno na MC jak i CD. Ostatnia płyta studyjna nagrana w składzie z Romanem Kostrzewskim, Ireneuszem Lothem i Jackiem Regulskim.
Zespół postanowił wykonać eksperyment i nagrać płytę w nowym studiu Jacka Regulskiego „AlKATraz”. Jak mówili później członkowie grupy, z powodu pośpiechu ostateczne brzmienie nie było takie, jakiego by chcieli. Przyznali też, że dochodziło wtedy do tarć między muzykami, niektóre kompozycje były pisane przez nich osobno, i zaważyło to na materiale.
Przez wielu fanów i krytyków „Szydercze zwierciadło” jest uznawane za najsłabszy album w dorobku grupy.
23 września 2016 roku nakładem wytwórni muzycznej Metal Mind Productions ukazała się reedycja nagrań. Wznowienie dotarło do 29. miejsca polskiej listy przebojów – OLiS.

## Lista utworów
| Nr | Tytuł utworu                       | Słowa                | Muzyka                                                           | Długość |
| -- | ---------------------------------- | -------------------- | ---------------------------------------------------------------- | ------- |
| 1. | „Cmok - cmok, mlask - mlask”       | Roman Kostrzewski    | Roman Kostrzewski, Jacek Regulski                                | 5:15    |
| 2. | „Tak mi chce samotność”            | Roman Kostrzewski    | Roman Kostrzewski, Jacek Regulski, Krzysztof Oset, Ireneusz Loth | 5:42    |
| 3. | „Łoże wspólne lecz przytulne”      | Roman Kostrzewski    | Roman Kostrzewski, Piotr Luczyk                                  | 4:54    |
| 4. | „Szydercze zwierciadło”            | Roman Kostrzewski    | Roman Kostrzewski, Jacek Regulski                                | 5:59    |
| 5. | „Spojrzenie”                       | utwór instrumentalny | Jacek Regulski                                                   | 2:14    |
| 6. | „Czemu mistrze krzyż w tornistrze” | Roman Kostrzewski    | Roman Kostrzewski, Piotr Luczyk                                  | 5:24    |
| 7. | „Oczy słońc”                       | Roman Kostrzewski    | Roman Kostrzewski, Piotr Luczyk                                  | 4:40    |
| 8. | „Trzeba zasnąć”                    | Roman Kostrzewski    | Roman Kostrzewski, Jacek Regulski, Krzysztof Oset, Ireneusz Loth | 6:46    |
|    |                                    |                      |                                                                  | 40:54   |

## Twórcy
Opracowano na podstawie materiału źródłowego.
| - Roman Kostrzewski – wokal - Piotr Luczyk – gitara - Jacek Regulski – gitara - Krzysztof Oset – gitara basowa, wokal wspierający - Ireneusz Loth – perkusja - Katarzyna Kołodziej – wokal wspierający - Bartek Maciejowski – wokal wspierający |  | - Produkcja muzyczna – Kat - Miksowanie, mastering, realizacja nagrań – Jacek Regulski - Realizacja nagrań (utwór nr 8) – Jarosław Pruszkowski - Okładka – Jerzy Kurczak - Pomysł okładki – Roman Kostrzewski - Projekt logo – Piotr Luczyk |